# Simning vid världsmästerskapen i simsport 2022 – Damernas 800 meter frisim
Damernas 800 meter frisim vid världsmästerskapen i simsport 2022 avgjordes mellan den 23 och 24 juni 2022 i Donau Arena i Budapest i Ungern.
Amerikanen Katie Ledecky tog guld och blev historisk som den första simmaren att vinna en VM-distans fem gånger i rad. Silvret togs av australiska Kiah Melverton och bronset togs av italienska Simona Quadarella.

## Rekord
Inför tävlingens start fanns följande världs- och mästerskapsrekord:
|                   | Namn          | Nation | Tid     | Ort                       | Datum           |
| ----------------- | ------------- | ------ | ------- | ------------------------- | --------------- |
| Världsrekord      | Katie Ledecky | USA    | 8.04,79 | Rio de Janeiro, Brasilien | 12 augusti 2016 |
| Mästerskapsrekord | Katie Ledecky | USA    | 8.07,39 | Kazan, Ryssland           | 8 augusti 2015  |

## Resultat

### Försöksheat
Försöksheaten startade den 23 juni klockan 10:31.
| Placering | Heat | Bana | Namn                         | Nationalitet    | Tid           | Noteringar    |
| --------- | ---- | ---- | ---------------------------- | --------------- | ------------- | ------------- |
| 1         | 3    | 4    | Katie Ledecky                | USA             | 8:17.51       | 0Q0           |
| 2         | 3    | 3    | Lani Pallister               | Australien      | 8:24.66       | [ a ]         |
| 3         | 2    | 5    | Leah Smith                   | USA             | 8.25,19       | 0Q0           |
| 4         | 3    | 5    | Li Bingjie                   | Kina            | 8.27,19       | 0Q0           |
| 5         | 3    | 6    | Isabel Marie Gose            | Tyskland        | 8.27,69       | 0Q0           |
| 6         | 3    | 7    | Eve Thomas                   | Nya Zeeland     | 8.27,82       | 0Q0           |
| 7         | 2    | 4    | Simona Quadarella            | Italien         | 8.27,96       | 0Q0           |
| 8         | 2    | 3    | Kiah Melverton               | Australien      | 8.30,68       | 0Q0           |
| 9         | 2    | 7    | Viviane Jungblut             | Brasilien       | 8.32,26       | 0Q0           |
| 10        | 2    | 2    | Miyu Namba                   | Japan           | 8.32,91       |               |
| 11        | 3    | 1    | Kristel Köbrich              | Chile           | 8.37,02       |               |
| 12        | 3    | 2    | Ajna Késely                  | Ungern          | 8.38,64       |               |
| 13        | 3    | 8    | Gabrielle Roncatto           | Brasilien       | 8.38,65       |               |
| 14        | 2    | 6    | Tang Muhan                   | Kina            | 8.39,46       |               |
| 15        | 2    | 0    | Diana Durães                 | Portugal        | 8.41,37       |               |
| 16        | 2    | 8    | Ángela Martínez              | Spanien         | 8.45,12       |               |
| 17        | 3    | 0    | Katrina Bellio               | Kanada          | 8.45,67       |               |
| 18        | 3    | 9    | Han Da-kyung                 | Sydkorea        | 8.49,18       |               |
| 19        | 1    | 4    | Arianna Valloni              | San Marino      | 8.59,95       |               |
| 20        | 1    | 5    | Võ Thị Mỹ Thiện              | Vietnam         | 9.12,87       |               |
| 21        | 1    | 3    | Vár Erlingsdóttir Eidesgaard | Färöarna        | 9.16,94       |               |
| 22        | 1    | 2    | Talita Te Flan               | Elfenbenskusten | Startade inte | Startade inte |
| 22        | 1    | 6    | Arianna Lont                 | Sint Maarten    | Startade inte | Startade inte |
| 22        | 2    | 1    | Paula Otero                  | Spanien         | Startade inte | Startade inte |
| 22        | 2    | 9    | Gan Ching Hwee               | Singapore       | Startade inte | Startade inte |

### Final
Finalen startade den 24 juni klockan 19:26.
| Placering | Bana | Namn              | Nationalitet | Tid     | Noteringar |
| --------- | ---- | ----------------- | ------------ | ------- | ---------- |
| 1         | 4    | Katie Ledecky     | USA          | 8.08,04 |            |
| 2         | 1    | Kiah Melverton    | Australien   | 8.18,77 |            |
| 3         | 7    | Simona Quadarella | Italien      | 8.19,00 |            |
| 4         | 5    | Leah Smith        | USA          | 8.20,04 |            |
| 5         | 3    | Li Bingjie        | Kina         | 8.23,15 |            |
| 6         | 6    | Isabel Marie Gose | Tyskland     | 8.23,78 |            |
| 7         | 2    | Eve Thomas        | Nya Zeeland  | 8.30,37 |            |
| 8         | 8    | Viviane Jungblut  | Brasilien    | 8.37,04 |            |